# Giovanni Rossi (Politiker)
Giovanni Rossi (* 1. Dezember 1861 in Castelrotto, Fraktion der Gemeinde Croglio; † 2. August 1926 in Val Piora bei einem Bergunfall) war ein Schweizer Freidenker, Arzt, Politiker, Tessiner Grossrat und Staatsrat.

## Leben
Giovanni Rossi war Sohn des Grundbesitzers Pietro und seiner Frau Margherita geborene Trezzini. Er blieb ledig. Er besuchte die Schulen in Mendrisio, das Collegio Baragiola in Riva San Vitale und studierte von 1879 bis 1892 Medizin in Universität Genf. Nach seiner Rückkehr nach Castelrotto arbeitete er gelegentlich als Arzt. Als leidenschaftlicher Weinbauer propagierte er die gegen Rebläuse resistente Traubensorte Merlot, insbesondere durch das Buch La ricostituzione dei vigneti nel Canton Ticino (1908). Er gründete in den frühen 1900er Jahren in Castelrotto das Weingut "Vallombrosa", das noch heute aktiv ist und von der Firma Tamborini geführt wird.
Als Vertreter der Freisinnig-Demokratische Partei war er Abgeordneter im Tessiner Grossrat von 1897 bis 1901. Als Staatsrat von 1909 bis 1926 war er u. a. Direktor der Landwirtschaftsdepartment von 1909 bis 1917 und des Volksbildungsdepartements von 1921 bis 1923. Er förderte die Flurbereinigung, die Gründung des Istituto agrario di Mezzana (1913) und des Sanatoriums in Piotta (1919) sowie die Einführung von Hygiene- und Gymnastikunterricht in den Schulen. Er vermachte ca. 70'000 Fr dem Fonds für arme Lungenkranke. Er verfasste die Schrift Utopie und Experiment (1897).